# Вътрешни войски на България
Вътрешни войски на България са специален род войска, чиято цел е борба с различни групи борещи се срещу властта, терористични групи, както и охрана на различни обекти от национално значение.

## Наименования
- Управление „Вътрешни войски“ – под. 0850 (1948 – 1961)
- Управление на Вътрешните войски – под. 72300 (1985 – 1990)
- Управление на войските на Министерството на вътрешните работи (1990 – 1991)
- Управление на Вътрешните войски (1991 – 1993)
- Национална служба „Вътрешни войски“

## История

### Първи период (1948 – 1961)
Създадени са през 1948 г. с военнопощенски номер 0850 като специализирани поделения с цел осигуряване на охрана на важни обекти. През 1951 г. получават името Вътрешни войски. През 1961 г. с министерско постановление се разформироват. Под управление на войските са поделенията Витоша, Буря, Вихър, Ураган, Светкавица, Тайфун, Мълния, Дръзки, Днепър, Марек, Дъб, Крим. В периода 1952 – 1956 г. към войските съществува и Централна школа за младши сержанти – Вътрешни войски с военнопощенски номер 0770.

### Втори период (1985 – 1993)
Вътрешни войски са създадени отново с решение „Б“ №4 на Политбюро на ЦК на БКП от 15 януари 1985 г., както и с постановление №4 на Министерския съвет от 29 януари 1985 г. като специализиран род войска, в разгара на камапанията за насилствено преименуване на турците по време на т.нар. „Възродителен процес“. Официално обявената цел на войската е „борбата с диверсионно – разузнавателни формирования на територията на страната, местни вражески и терористични групи, охрана и отбрана на особено важни обекти и тилови военнопленнически лагери, осигуряване на обществения ред и др.“ На практика Вътрешни войски са използвани главно за предотвратяване на безредици в хода на Възродителния процес, включително за потушаване на демонстрациите по време на Майските събития през 1989 година.
На 18 март 1985 г. се утвърждава и мирновременната щатна структура на Вътрешни войски в състав от 6 самостоятелни оперативни батальона (дислоцирани в райони със значително турско население) и Управление „Вътрешни войски“. Щатът им е от 2000 души, включително 220 офицери, 1700 срочнослужещи и 80 свръхсрочнослужещи, като войниците и подофицерите са пръхвърлени от армията и Гранични войски, а офицерите – от структури на Министерството на вътрешните работи, главно от Гранични войски.
Войските са подчинени на министъра на вътрешните работи. Управление „Вътрешни войски“ се състои от командване, щаб, политически отдел, отдел „Тил“, медицинско отделение, отделение „АБТТ и ГСМ“, отделение „АВ“, финансово отделение и обслужващи подразделения. С министерска заповед І-126 от 29 май 1985 г. Управлението получава военнопощенски номер 72300. От 16 януари 1990 г. с министерска заповед І-В към вътрешни войски се подчинява първи отделен оперативно-охранителен полк на УБО-МВР. През март същата година вътрешни войски са обединени с гранични войски под наименованието Управление на войски на Министерството на вътрешните работи. През юли 1991 г. отново се възстановяват като отделни управления и стават национални служби към МВР.
През 1997 година Вътрешни войски са преобразувани в Национална служба „Жандармерия“.

## Структура

### През 1950-те г.
- 2-ра оперативна дивизия – Вътрешни войски – под. 0690 (1953)
- Железопътна бригада – Вътрешни войски – под. 0599 (1951 – 1955)
- Артилерийски полк – Вътрешни войски – под. 0760 (1950 – 1954)
- 1-ви мотострелкови полк – Вътрешни войски – под. 0360 (1953 – 1961)
- 2-ри мотострелкови полк – Вътрешни войски под. 0277 (1949 – 1961)
- 3-ти стрелкови полк Вътрешни войски – под. 0388 (1950 – 1953)
- 4-ти стрелкови полк – Вътрешни войски – под. 0655 (1950 – 1961)
- Отделен свързочен батальон – Вътрешни войски – под. 0725 (1952 – 1961)
- Отделен танков самоходен батальон – Вътрешни войски – под. 0735 (1951 – 1961)
- Зенитен артилерийски дивизион – Вътрешни войски – под. 0769 (1952 – 1953)
- Моторазузнавателен батальон – Вътрешни войски – под. 0755 (1951 – 1953)
- Изтребителен противотанков батальон – Вътрешни войски – под. 0750 (1951 – 1953)
- Конен ескадрон – Вътрешни войски – под. 0745 (1951 – 1954)
- Промишлена бригада – Вътрешни войски – под. 0455 (1951 – 1955)
- Сапьорен батальон – Вътрешни войски – под. 0730 (1951 – 1953)
- 1-ви отделен охранителен батальон – Вътрешни войски – под. 0166 (1949 – 1961)
- 4-ти отделен кадриран батальон – Вътрешни войски – под. 0160 (1955 – 1956)
- 3-ти отделен мотострелкови батальон – Вътрешни войски – под. 0410 (1951 – 1961)
- 4-ти отделен мотострелкови батальон – Вътрешни войски – под. 0650 (1955 – 1961)

### Към 1985 г.
- Управление „Вътрешни войски“ – София – под. 72300
- 1-ви самостоятелен оперативен батальон – Кърджали – под. 72350
- 2-ри самостоятелен оперативен батальон – Разград – под. 72355
- 3-ти самостоятелен оперативен батальон – Джебел – под. 72360 (1985 – 1997)
- 4-ти самостоятелен оперативен батальон – Нови пазар – под. 72365
- 5-и самостоятелен оперативен батальон – Вътрешни войски – МВР – Брезово – под.72370
- 6-и самостоятелен оперативен батальон – Дебелт – под. 72375

## Началници
- Васил Балевски (1948 – 1950)
- генерал-майор Димитър Гилин (до 1955 г.)
- генерал-майор Стефан Ангелов (1 март 1990 – юли 1991), началник на Войските на МВР
- Полковник Стойно Петков до септември 1996
- Полковник Стоян Михнев от септември 1996, временно изпълняващ длъжността за 1 г.